# Guida d'Italia

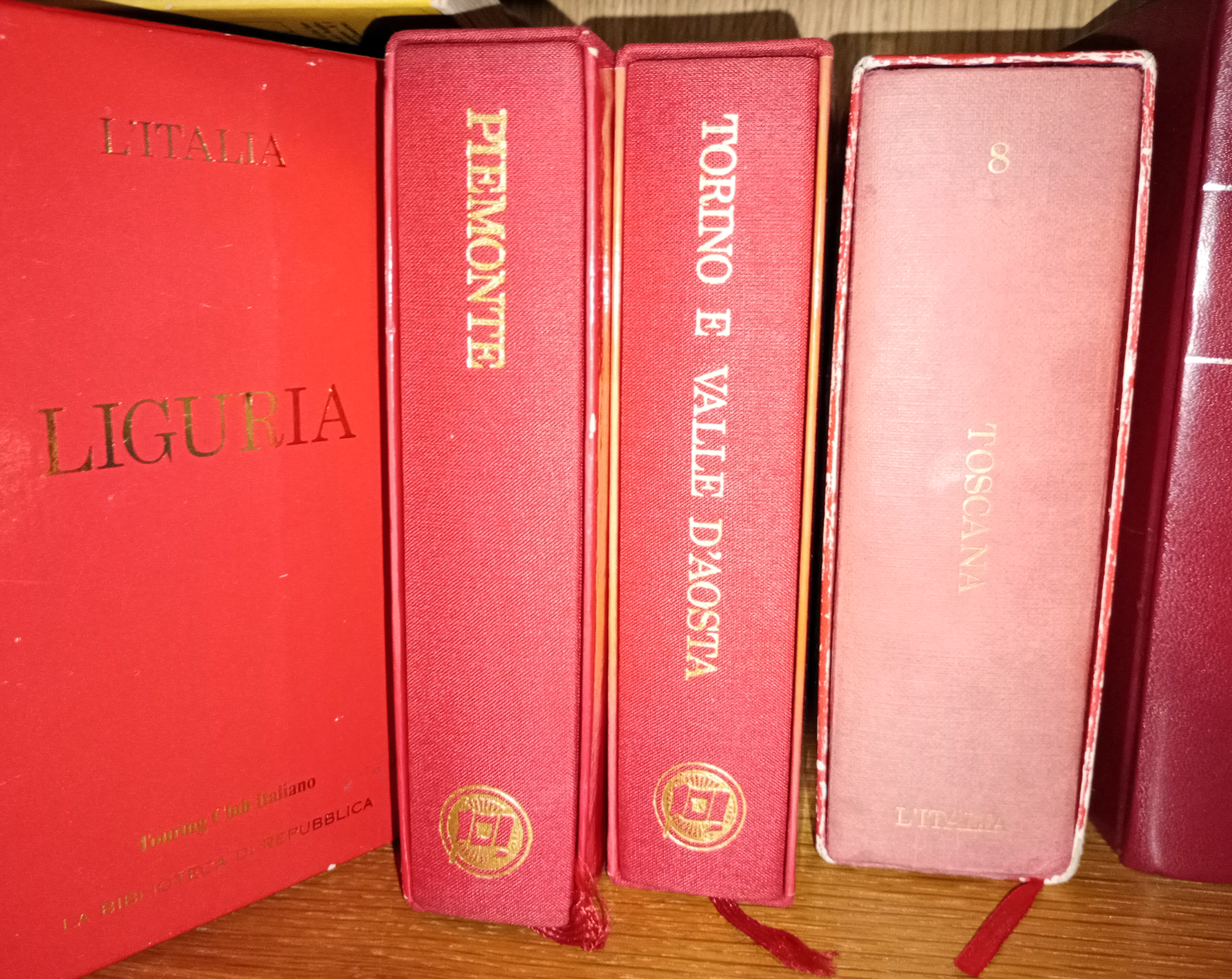
Alcuni volumi delle Guide rosse nella libreria di un privato

La Guida d'Italia è una collana di guide storico-artistiche dedicate alle regioni italiane, pubblicate dal Touring Club Italiano. Per il tipico colore rosso della copertina (adottato su imitazione di quello delle guide Baedeker) sono note informalmente come Guide rosse d'Italia. 
Al loro interno vengono descritti dettagliatamente, dal punto di vista artistico-culturale, numerosissimi monumenti, chiese, musei, aree naturali e in genere attrazioni turistiche di tutta Italia. I testi sono accompagnati da un ricco corredo cartografico. Nella loro edizione del 2005 le Guide rosse complessivamente comprendevano 20 000 pagine.
Le Guide rosse hanno avuto una larga e duratura diffusione e hanno costituito un riferimento per la segnalazione dei monumenti di pregio e delle altre mete turistiche italiane; sono state riconosciute come repertorio del patrimonio artistico nazionale a livello ministeriale.

## Storia editoriale
Già nei primi anni di vita del Touring Club Italiano emerse la necessità di avere delle guide turistiche che si occupassero del territorio italiano in modo sistematico e che godessero della stessa reputazione di affidabilità delle guide Baedeker, che erano pensate per viaggiatori stranieri e non erano disponibili in lingua italiana. Alla luce di ciò, nel 1912, il socio del TCI Luigi Vittorio Bertarelli propose al Consiglio del Club la compilazione e la pubblicazione di un'apposita guida. La proposta fu approvata all'unanimità e vide il coinvolgimento di un gran numero di esperti, tra geografi, economisti, storici dell'arte e alpinisti. Nel 1914 vide la luce il primo volume della Guida d'Italia del Touring Club Italiano dedicato a Piemonte (comprendente all'epoca anche la Valle d'Aosta), Lombardia e Canton Ticino, con un annesso rilegato a parte contenente degli sguardi d'insieme sull'arte italiana e sulle tre regioni e le descrizioni di Torino e Milano. Dopo una certa stasi a causa dello scoppio della Prima guerra mondiale, nel primo dopoguerra riprese l'attività di compilazione e pubblicazione dei volumi, che si concluse nel 1929. Dai sette volumi previsti inizialmente si arrivò a diciassette tomi complessivi, più uno dedicato alle colonie:
Prima serie
- Piemonte, Lombardia, Canton Ticino (1ª ed. 1914; inizialmente in volume unico con annesso, in due volumi dalla 2ª ed. del 1916)
- Liguria, Toscana settentrionale ed Emilia (1ª ed. 1916, in due volumi)
- Le Tre Venezie (1ª ed. 1920-21; inizialmente in due volumi, in tre volumi dalla 2ª ed. del 1925)
- Italia Centrale (1ª ed. 1922-25, in quattro volumi)
- Italia Meridionale (1ª ed. 1926-28, in tre volumi)
- Sicilia (1ª ed. 1919; dalla 2ª ed. del 1928 rinominata Sicilia ed isole minori)
- Sardegna (1ª ed. 1918)
- Corsica (1ª ed. 1929; in tale anno uscì anche il volume unico Sardegna e Corsica)
- Possedimenti e colonie (1ª ed. 1929)

Dopo la conclusione della prima serie la suddivisione in volumi fu ripensata e il colore delle copertine passò da rosso scuro a rosso vivo. La seconda serie, che terminò le pubblicazioni a ridosso della Seconda guerra mondiale si compose di ventisei tomi:
- Piemonte (5ª ed.[13] 1930)
- Lombardia (5ª ed. 1930)
- Veneto (3ª ed. 1932)
- Venezia Tridentina (3ª ed. 1932; in alcune edizioni intitolata Venezia Tridentina e Cadore)
- Venezia Giulia e Dalmazia (3ª ed. 1932; pubblicata anche come due volumi singoli)
- Liguria (3ª ed. 1932)
- Emilia Romagna (3ª ed. 1935)
- Toscana (non compresa Firenze) (3ª ed. 1935)
- Firenze e dintorni (3ª ed. 1937)
- Marche (2ª ed. 1937)
- Umbria (2ª ed. 1937)
- Lazio (2ª ed. 1937)
- Roma e dintorni (2ª ed. 1931)
- Abruzzo e Molise (2ª ed. 1938)
- Campania (2ª ed. 1940)
- Napoli e dintorni (2ª ed. 1931)
- Puglia (2ª ed. 1940)
- Lucania e Calabria (2ª ed. 1938)
- Sicilia ed isole minori (3ª ed. 1937)
- Sardegna  (2ª ed. 1929)
- Eritrea (1930, non pubblicata)
- Rodi e le minori isole italiane dell'Egeo (estratto di Possedimenti e Colonie rilegato in kaki, 1930)
- Libia (2ª ed. 1937)
- Africa Orientale Italiana (1ª ed. 1937)
- Albania (1ª ed. 1940)

Dopo la conclusione della seconda guerra mondiale, i cambiamenti dei confini dello Stato italiano (che perse le colonie e gran parte della Venezia Giulia) e delle denominazioni di alcune regioni fecero sì che alcuni volumi non fossero più ristampati; altri furono riorganizzati secondo un'ottica di confini più politici che geografici. È inoltre proseguita la tendenza a scorporare la descrizione delle grandi città dalle regioni a cui appartengono; si è così avuta la terza serie, che sostanzialmente continua tuttora:
- Piemonte (7ª ed. 1961)
- Torino e Valle d'Aosta (7ª ed. 1959; dal 2008-09 in due volumi singoli)
- Lombardia (7ª ed. 1954)
- Milano e laghi (7ª ed. 1956; dalla 9ª ed. del 1985 solo Milano)[15]
- Veneto (4ª ed. 1954)
- Venezia e dintorni (1ª ed. 1951; dalla 3ª ed. del 1985 solo Venezia)
- Venezia Tridentina (5ª ed. 1958; dalla 6ª ed. del 1976 Trentino-Alto Adige)
- Friuli-Venezia Giulia (4ª ed. 1963)
- Liguria (4ª ed. 1952)
- Emilia Romagna (4ª ed. 1957)
- Toscana (3ª ed. 1959)
- Firenze e dintorni (4ª ed. 1950; dalla 7ª ed. del 1993 Firenze e provincia)
- Marche (3ª ed. 1962)
- Umbria (4ª ed. 1966)
- Lazio (3ª ed. 1964)
- Roma e dintorni (5ª ed. 1950; dall'8ª ed. del 1993 solo Roma)
- Abruzzo e Molise (3ª ed. 1965)
- Campania (3ª ed. 1963)
- Napoli e dintorni (4ª ed. 1960)
- Puglia (3ª ed. 1962)
- Basilicata e Calabria (3ª ed. 1965)
- Sicilia (4ª ed. 1953)
- Sardegna (3ª ed. 1952)

Durante gli anni furono modificati alcuni aspetti della veste editoriale: ad esempio, la sovraccoperta di carta beige fu sostituita con una di plastica trasparente e con un cofanetto di cartone. Nel 2002 alcuni volumi furono ripubblicati in brossura per essere venduti a un prezzo più economico. Negli anni 2000 le Guide rosse d'Italia furono a più riprese vendute in abbinamento a diversi periodici: nel 2004-05 a la Repubblica, nel 2006-07 a Panorama, nel 2011 al Corriere della Sera.